# Upp i det blå (film, 2016)
Upp i det blå är en svensk familjekomedifilm från 2016 regisserad av Petter Lennstrand som blandar skådespelare och dockor. Dockorna är designade av Lennstrand och sydda av Äwe Bäckman.
Filmen vann pris för bästa barn- och ungdomsfilm på Nordiska filmdagarna i Lübeck och nominerades till en Guldbagge för bästa visuella effekter och bästa kostym.

## Handling
Filmen handlar om Pottan (Mira Forsell) som ska på ponnyläger, men av misstag hamnar på en återvinningscentral där hon träffar underliga typer. Dessa typer tar hand om Pottan, och det visar sig att de i hemlighet bygger en rymdraket.

## Rollista
- Mira Forsell — Pottan
- Adam Lundgren — Dennis Kofot
- Guffe Funck — Ture
- Petter Lennstrand — Rydberg

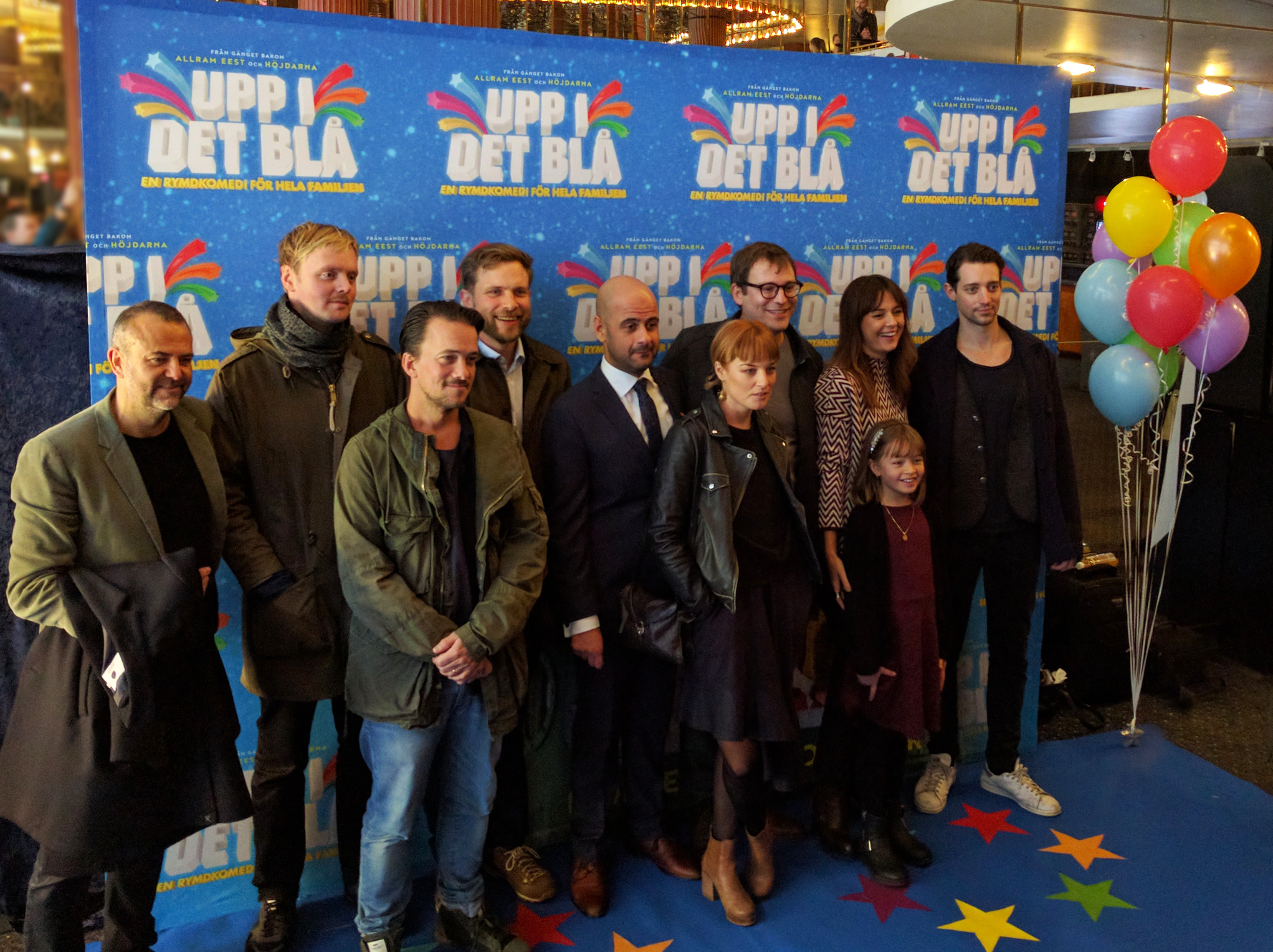
Bild från filmens galapremiär på biografen Saga i Stockholm. Filmens producent, regissör, samt skådespelare är samlade.
Från vänster: Lars Jönsson, Björn Carlberg, Gustav Funck, Petter Lennstrand, Shebly Niavarani, Ida Engvoll, Eric Ericson, Susanne Thorson, Mira Forsell och Adam Lundgren.

- Shebly Niavarani — Babblan Krubblo
- Ida Engvoll — Miss Il
- Susanne Thorson — mamma
- Eric Ericson — pappa
- Niklas Hermansson — Trassel
- Björn Carlberg — programledare / gubben Bengt
- Margareta Olsson — tant
- Frida Johansson — polis
- Marcus Standoft — polis
- Karin Högstrand — doktor
- Sofie Gällerspång — receptionist
- Mattias Kylén — rymdexpert
- Karin Duell — nyhetsankare
- Gabriella Edvardsson — nyhetsankare
- Fredrik Ekman — nyhetsankare
- Ahmed Khairy — reporter
- Helena Gatzioura — reporter
- John Widell — Connys kollega
- Anna Dalentoft — lärarinna

## Produktion

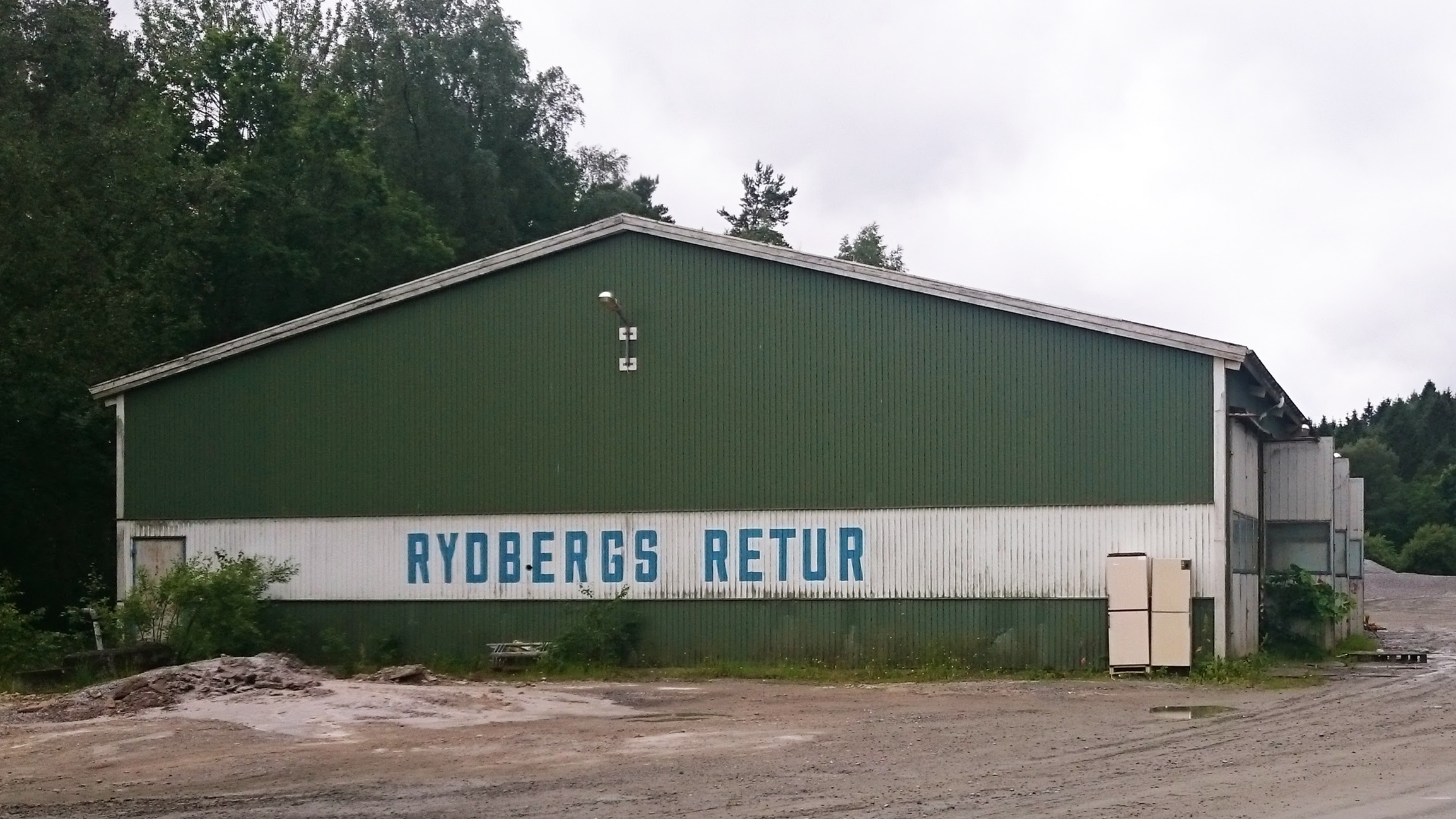
Fabrikslokal som i filmen användes som återvinningscentralen "Rydbergs Retur".

Filmen producerades av Memfis Film i samproduktion med Film i Väst och Sveriges Television med stöd från Nordisk Film- & TV-fond och Svenska Filminstitutet.
Filmen spelades in sommaren 2015 i en fabriksbyggnad utanför Kungälv och Göteborg.

## Utgivning
Filmen distribuerades av Nordisk Film och hade biopremiär 21 oktober 2016 och gavs senare ut på DVD.

## Utmärkelser
| År   | Pris                                     | Vinnare                 | Festival                      | Vann/Nominerad |
| ---- | ---------------------------------------- | ----------------------- | ----------------------------- | -------------- |
| 2017 | Bästa visuella effekter                  | Tomas Näslund           | Guldbaggen                    | Nominerad      |
| 2017 | Bästa kostym                             | Moa Li Lemhagen Schalin | Guldbaggen                    | Nominerad      |
| 2017 | ECFA Award                               |                         | Zlin Film Festival            | Vann           |
| 2017 | Kids Jury Award for Best Children's Film |                         | Zürich Film Festival          | Vann           |
| 2017 | Children’s and Youth Film Prize          |                         | Nordiska filmdagarna i Lübeck | Vann           |
| 2018 | Bästa barnfilm, ECFA Award               |                         | Berlin Film Festival          | Vann           |